# Clinton
Clinton je priimek več znanih oseb:
- Bill Clinton (*1946), 42. predsednik Združenih držav Amerike
- DeWitt Clinton (1769—1828), ameriški državnik
- George Clinton (glasbenik) (*1940), ameriški funk glasbenik
- George Clinton (politik)  (1739—1812), ameriški politik
- Henry Clinton (1730—1795), angleški general
- Hillary Clinton (*1947), ameriška političarka